# Safiya bint Houyay
Safiya bint Houyay (arabe : صَفيَّة بِنْت حُيَي) est née vers 610 à Yathrib (devenue ensuite Médine), et morte entre 661 et 670. Elle s'est convertie à l'Islam et fut la onzième épouse de Mahomet en l'an 7 de l'hégire.

## Biographie traditionnelle
Safiya serait née à Médine. Fille du Rabbin Huyayy ibn Akhtab, appartenant à la tribu des Banu al-Nadir, elle est une épouse d'origine juive. Elle fut mariée à Salam ibn Abi al-Huqayq qui décéda lors de l' expédition d'Abdullah ibn Atik. Sa famille est ennemie de Mahomet. Expulsée de Médine, ils s'installèrent à Khaybar où elle épousa Kinana ben al-Rabl'.
Capturée en 628, alors qu'elle avait 17 ans, elle fut attribuée à Dihya b. Khalifa al-Kalbi mais, l'ayant vu, Mahomet en prit possession tout en condamnant à mort son mari,, qui propose aux Quraych une alliance dans le but d'anéantir l'empire naissant du prophète de l'Islam.
Adil Salahi dit à ce sujet :

« Ces hommes se rendirent d'abord chez les Quraysh pour leur proposer une alliance dans le seul but d'anéantir les musulmans. Ils leur dirent : Nous nous battrons à vos côtés jusqu'à ce que nous ayons exterminé Muhammad et ses hommes." Les Quraysh ne se firent pas prier pour accepter une telle alliance : ils n'avaient rien à y perdre. En outre, elle leur permettrait d'accroître leur puissance de frappe lors des combats. »

Après la défaite des juifs lors de la bataille de khaybar, Safiya devient captive des musulmans. Quand un compagnon du Prophète entendit parler de la captivité de Safiya, il suggéra au Prophète qu'il était le seul apte à l'épouser (du fait de son statut). Le Prophète souscrit à cette suggestion et, par conséquent, accorda la liberté à Safiyya puis l'épousa.
Muhammad Haykal explique que :

« Le Prophète lui accorda la liberté, puis l'épousa, en suivant les exemples de grands conquérants qui ont épousé les filles et les épouses des rois qui ils avaient défaits, en partie dans le but d'atténuer leur malheur, et en partie pour préserver leur dignité. »

Ce mariage peux avoir une signification politique, car il contribue à réduire les hostilités et crée des alliances. John L. Esposito note que :

« Comme il était d'usage chez les chefs arabes, nombreux de ses mariages étaient politiques pour cimenter des alliances. D'autres étaient des mariages aux veuves de ses compagnons qui étaient tombés au combat, et qui avaient besoin de protection. »

Nous lisons dans Ibn Saad 8/123 que le prophète lui expliquai les raisons du sort de son mari et de sa famille lors de khaybar :

« Lorsque Safiya se rendit auprès du Saint Prophète, il lui dit : « Parmi les juifs, ton père n’a cessé de m’haïr jusqu’à ce qu’Allah le détruise. » Elle dit : « Ô Messager d’Allah ! En vérité, Allah dit dans Son livre : « Nul ne portera le fardeau d’autrui. » Le Saint Prophète lui dit alors : « Fais ton choix. Si tu choisis l’Islam, je te choisirai pour moi-même et si tu choisis le Judaïsme, je te libérerai et t’enverrai vers ton peuple. » Elle dit : « Ô Messager d’Allah, en vérité, j’aspirais à l’Islam et j’ai témoigné pour toi avant même que tu ne m’aies invitée à venir vers toi. Je n’ai pas de tuteur parmi les juifs, ni père ni frère, et je préfère l’Islam à la mécréance. Allah et Son Messager me sont chers, ainsi que la liberté et le retour vers mon peuple. »

Notons que si elle connaissait ce passage coranique c'est que nous retrouvons aussi  dans les écritures juives, la même chose est mentionnée par exemple dans Ezéchiel 18: 20.
Un autre texte rapport dans Tabarani Kabeer, Hadith 19668. (Albani l'a classé comme Sahih dans son Silsala Sahiha H. 2793):

« Ibn Omar rapporte : « Dans l’œil de Sayyidah Safiya il y avait une cicatrice. Le Saint Prophète lui a demandé : « Quelle est cette cicatrice dans ton œil ? » Elle a dit : « J’ai mentionné devant mon mari que j’avais vu une lune tomber sur mes genoux dans un rêve alors il m’a giflé et a dit : « Désires-tu le roi de Yathrib [c’est-à-dire le Saint Prophète ? » Elle a dit : « Il n’y avait personne de plus détestable pour moi que le Messager d’Allah car il a tué mon père et mon mari. [Mais] le Prophète a expliqué : « Ô Safiya, ton père a incité les Arabes contre moi et a fait telle et telle chose… » Il a continué à expliquer jusqu’à ce que ce sentiment (de haine) disparaisse de moi. »

Elle épousa ainsi le prophète de l'Islam. Elle aurait été mal accueillie par les autres épouses jalouses de Mahomet. Dans la littérature musulmane qui lui est consacrée, des doutes sur sa conversion ou une suspicion d'une volonté de venger ses parents ont été avancées. Ceux-ci permettent à Mahomet d'attester en faveur de son épouse.
Après la mort de Mahomet, Safiya prend parti pour Uthman. Elle serait morte vers 672 ou vers 670.

## Approche historique
Elle est particulièrement citée dans la littérature soufie[réf. nécessaire]. Si elle est présente dans les livres de hadiths, il est possible de remarquer qu'elle est « liée relativement à peu de traditions par rapport à Aisha et à Umm Salama ».